# Tasmanorites
Tasmanorites is een geslacht van kevers uit de familie van de loopkevers (Carabidae). De wetenschappelijke naam van het geslacht is voor het eerst geldig gepubliceerd in 1927 door Jeannel.

## Soorten
Het geslacht Tasmanorites omvat de volgende soorten:
- Tasmanorites aberrans Moore, 1972
- Tasmanorites austrinus (Sloane, 1920)
- Tasmanorites beatricis Eberhard & Giachino, 2011
- Tasmanorites blackburni (Sloane, 1920)
- Tasmanorites brevinotatus (Sloane, 1920)
- Tasmanorites cordicollis Moore, 1972
- Tasmanorites daccordii Eberhard & Giachino, 2011
- Tasmanorites elegans Moore, 1972
- Tasmanorites flavipes (Lea, 1910)
- Tasmanorites glaebarum Moore, 1972
- Tasmanorites grossus Moore, 1972
- Tasmanorites intermedius Moore, 1972
- Tasmanorites laticollis Moore, 1983
- Tasmanorites longinotatus (Sloane, 1920)
- Tasmanorites lynceorum Eberhard & Giachino, 2011
- Tasmanorites madidus Moore, 1972
- Tasmanorites magnus Moore, 1972
- Tasmanorites microphthalmus Eberhard & Giachino, 2011
- Tasmanorites nitens (Putzeys, 1874)
- Tasmanorites perkini Donabauer, 2001
- Tasmanorites pullus Moore, 1972
- Tasmanorites riparius Moore, 1972
- Tasmanorites tasmaniae (Blackburn, 1901)